# 图伦王朝
图伦王朝（阿拉伯语：الطولونيون；868年-905年），或译突伦王朝，是阿拔斯王朝时期在埃及、叙利亚的地方割据王朝。由突厥人艾哈迈德·本·图伦建立，王朝名称即来源于其名，亦译“本·图伦王朝”。之后又占领了叙利亚，图伦王朝期间埃及经济繁荣，文化得到发展。905年，阿巴斯王朝的军队攻陷加塔伊(今開羅)，本·图伦的子孙被解往巴格达，图伦王朝灭亡。图伦王朝的军队以突厥人与黑奴为主。

## 建立
艾哈迈德·本·图伦之父本是突厥人(托古兹古兹)，817年被阿拉伯帝国萨曼省当成奴隶赠与阿巴斯王朝的哈里发，其子于868年以埃及总督巴亚克巴克助理身份进入埃及，统领王朝驻埃及军队。868年，被任命代行总督职权，不久，又从哈里发委派的收税官手中取的了埃及税收权，集行政、军事、宗教大权于一身，这宣告了埃及的独立。

## 图伦时期
本·图伦在位共计16年(868～884)，877年，本·图伦趁叙利亚总督逝世，哈里发派兵讨伐巴士拉赞吉起义之机，出兵占领了叙利亚，880年本·图伦自任埃及与叙利亚的统治者，本·图伦是一个颇有作为的君主，经济上，斥巨资兴修水利，鼓励发展手工业和商业，减轻赋税，努力发展生产，王朝的国库相当充盈。同时他还拨款整修福斯塔特(舊城位於加塔伊南部)。文化上，他赞助发展伊斯兰教育和文化，建宗教学校、清真寺、医院、图书馆，其中，他在加塔伊所建的医院是埃及的第一座医院。使加塔伊和大马士革的学术文化进一步得到发展。为了对抗来自阿巴斯王朝的军事压力，本·图伦组建海军，有设在巴勒斯坦阿克和亚历山大港的海军基地，并在福斯塔特东北新建格塔伊耳城，并据险设防。到了本·图伦的晚年，图伦王朝的势力曾达到伊拉克北部山区。他甚至曾计划进攻圣地麦加。

## 胡马赖伟时期
艾哈迈德的长子阿拔斯在他的父亲在世时一度反叛，由于其在国内很不得人心，本·图伦死后，他的另一个儿子胡马赖韦(884年-895年)即位，阿拔斯被迫效忠于其弟，但不久之后，他就被杀害了。与父亲相反，胡马赖韦是个荒淫无耻的君主，在位期间挥霍无度，营建了奢华的宫殿，又发兵四处征伐，这种滥用民力的行为使得王朝的国力受损，也导致他在位10年后即被侍卫所杀。886年，哈里发封他为埃及和叙利亚的“埃米尔”，并使双方家族通婚。

## 衰落
图伦王朝在胡马赖伟国力就已式微，胡马赖伟死后，本·图伦的子孙为王位而争斗不止，各地暴动四起更加加剧了王朝的衰落，902年，什叶派极端派别派盖尔麦兑派的卡尔玛特攻扰叙利亚时，大马士革居民向当时的哈里发穆克泰菲求援。穆克泰菲派遣水陆两军进攻图伦王朝，陆军出击叙利亚，攻陷大马士革，续而转战巴勒斯坦，直趋埃及，同时他的舰队从西里西亚向尼罗河三角洲进发。905年1月，加塔伊陷落，本·图伦格塔伊耳被夷为平地。本·图伦的子孙被解往巴格达，图伦王朝灭亡。

## 君主(埃米尔)列表
| 君主             | 年代        |
| ---------------- | ----------- |
| 艾哈迈德·本·图伦 | 868年-884年 |
| 胡马赖伟         | 884年-896年 |
| 查伊什           | 896年       |
| 哈伦             | 896年-904年 |
| 舍本班伊         | 904年-905年 |

## 影响

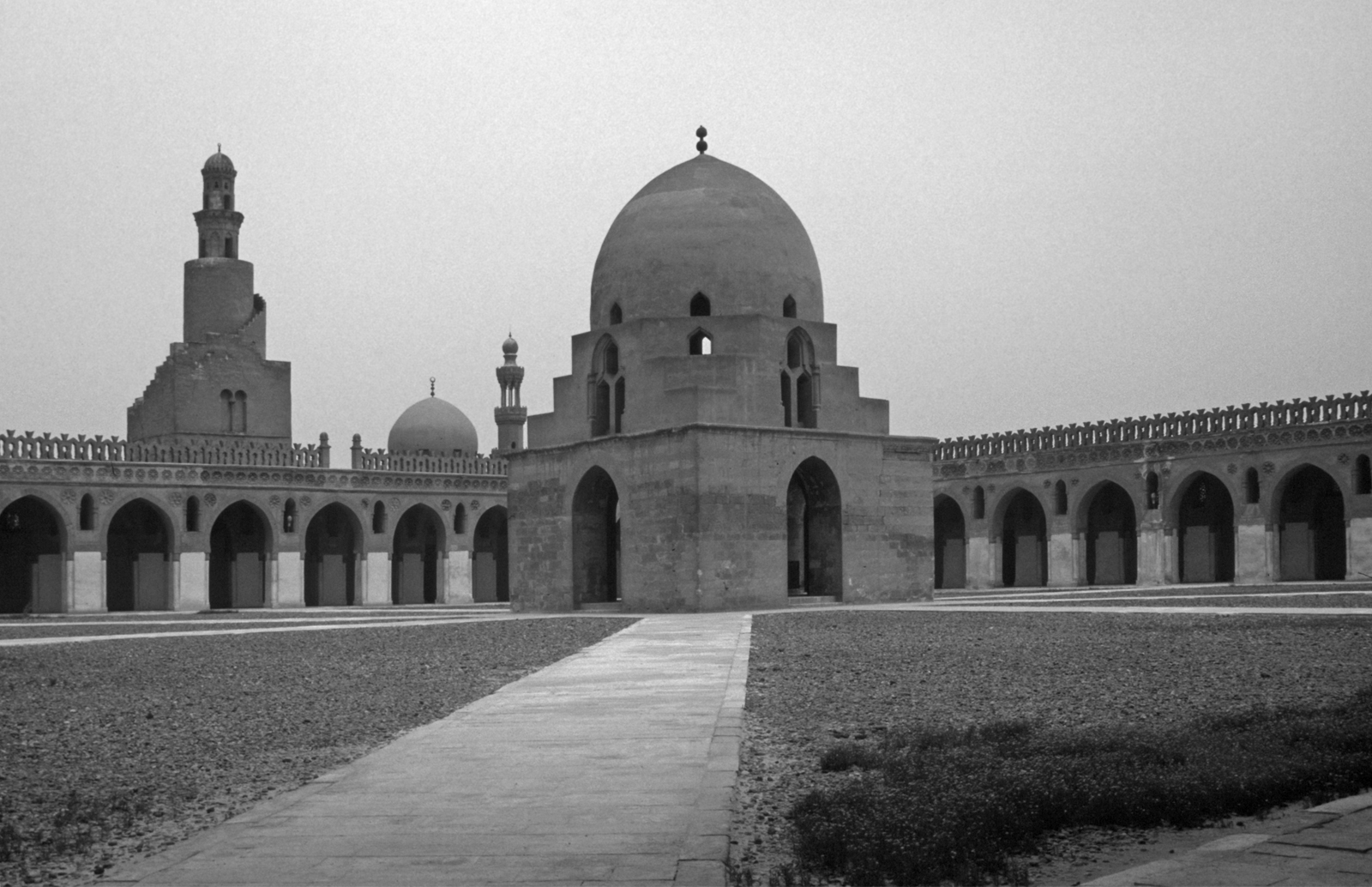
建于879年本·图伦清真寺为伊斯兰教早期建筑的杰作。

图伦王朝时期埃及经济颇为繁荣，这得归功于其与阿拉伯帝国中央的关系，在此之前，阿拉伯帝国更换过一百多任埃及省长，平均任期不过两年零三个月，埃及被迫向帝国中央缴纳高额的赋税，图伦王朝仍认可哈里发的宗主权，但向其缴纳一定数额贡赋。直至图伦王朝的建立，这笔赋税被用于埃及自身，埃及也因此得到较好的发展。他所建的本·图伦清真寺被认为是伊斯兰教早期建筑的杰作之一。图伦王朝是突厥人在阿拉伯帝国内部所建的第一个王朝，它的兴起也标志着突厥人开始在阿拔斯王朝内崭露头角。

## 周边国家
- 阿拔斯王朝
- 拜占庭帝国
- 马库里亚